# 拉图尔-莫布尔站
拉图尔-莫布尔站（法語：La Tour-Maubourg）是巴黎地鐵的一個車站。莫布爾站開通於1913年7月13日，位於巴黎7區，是巴黎地鐵8號線的車站。莫布爾站的站名來自於维克多·德·拉图尔-莫布尔。

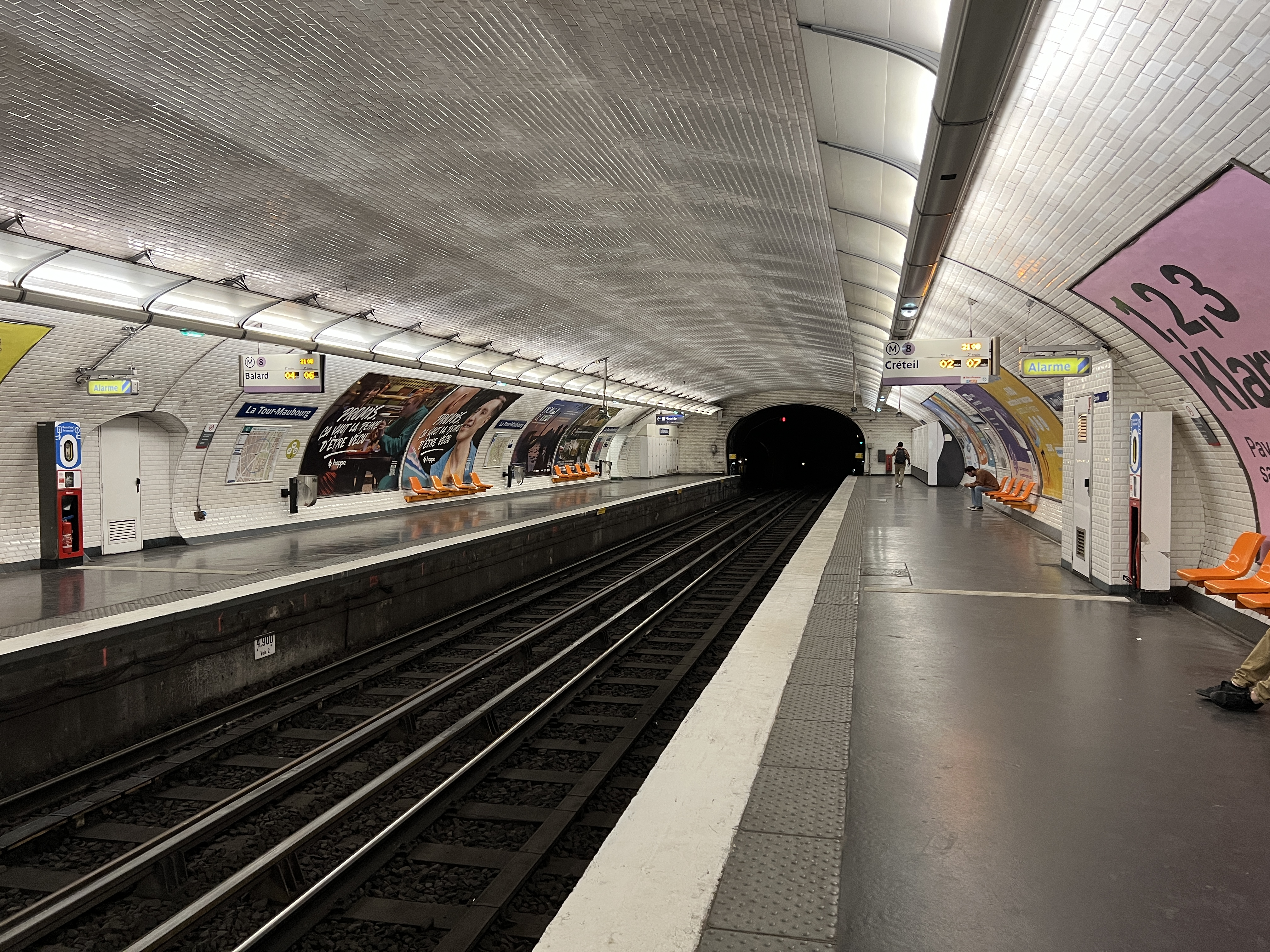
月台（2022年7月）

## 車站結構
| 街道      |                    |                    |
| B1        | 連接層             |                    |
| 8號線月台 | 側式月台，右側開門 | 側式月台，右側開門 |
| 8號線月台 | 西行               | 往巴拉（軍校）     |
| 8號線月台 | 東行               | 往湖之角（榮軍院） |
| 8號線月台 | 側式月台，右側開門 |                    |